# George Carey
Pour les articles homonymes, voir George Carey (hockey sur glace) et Carey.
George Leonard Carey, le baron Carey de Clifton (né le 13 novembre 1935), est un ecclésiastique anglican de nationalité britannique et l'archevêque émérite de Cantorbéry.
Carey a exercé la charge d'archevêque de Cantorbéry, chef spirituel de la Communion anglicane, du 19 avril 1991 au 31 octobre 2002.
C'est lors de son règne épiscopal, en 1993, que l'église d'Angleterre autorise l'ordination des femmes comme prêtres.

## Vie familiale
Monseigneur Carey s'est marié avec Eileen Harmsworth Hood en 1960. Ils ont deux enfants Mark, devenu prêtre et Andrew, éditeur de la revue Church of England Newspaper puis journaliste indépendant, et deux filles.

## Décorations
- 2002 : Royal Victorian Chain[3]
- 2009 : Real Ordine di Francesco I (Grand-croix)
- 1992 : 6°Dg of the Nalywaïko & St Basile's Chapter.